# Tomáš Becket
Tomáš Becket, resp. Thomas à Becket (asi 1118 – 29. prosince 1170), byl kancléř (1155–1162) anglického krále Jindřicha II. a arcibiskup v Canterbury (1162–1170). Byl odpůrce Jindřichovy snahy o omezení moci církve a byl zavražděn ve své katedrále královými rytíři. V roce 1174 byl svatořečen a je znám též jako svatý Tomáš z Canterbury.

## Život
Studoval na univerzitě v Boloni. Původně byl blízkým přítelem krále Jindřicha II., ale poté, co se stal arcibiskupem z Canterbury, se jejich cesty rozešly. Střetli se spolu ve sporu o práva církve, což nakonec vedlo k tomu, že arcibiskup musel prchnout z Anglie (1164). Místem jeho exilu se stalo cisterciácké opatství Pontigny ve Francii. V roce 1170 se vrátil do Anglie na příslib odpuštění a s bezpečnostními zárukami od krále a krátce poté byl královými družiníky zavražděn ve své katedrále. K vraždě došlo v severním transeptu canterburské katedrály 29. prosince 1170.

## Smrt
V červnu roku 1170 korunovali v Yorku arcibiskup z Yorku a biskupové z Londýna a Salisbury krále Jindřicha Mladíka (syna Jindřicha II.). Tím porušili korunovační privilegium Canterbury. V listopadu 1170 Becket všechny tři exkomunikoval. Zatímco tito biskupové utekli ke králi do Normandie, Becket pokračoval v exkomunikaci svých odpůrců v církvi. Brzy se to doneslo ke králi Jindřichovi.
Po nahlášení těchto Becketových aktivit se nemocný Jindřich údajně zvedl z lůžka a následoval výbuch frustrace. Není jasné, co král přesně řekl, existuje několik verzí. Nejčastěji citovaná věta „Copak se nenajde nikdo, kdo by mne zbavil toho otravného kněze?“ pochází z ústní tradice. Historik Simon Schama se však domnívá, že není správná, a přijímá verzi latinsky píšícího životopisce tehdejší doby, Edwarda Grima, který uvádí větu: "Co jsem to na svém dvoře vychoval a živil za povaleče a zrádce, kteří dovolí, aby nějaký neurozený kněz s jejich pánem jednal s tak hanebným opovržením?"

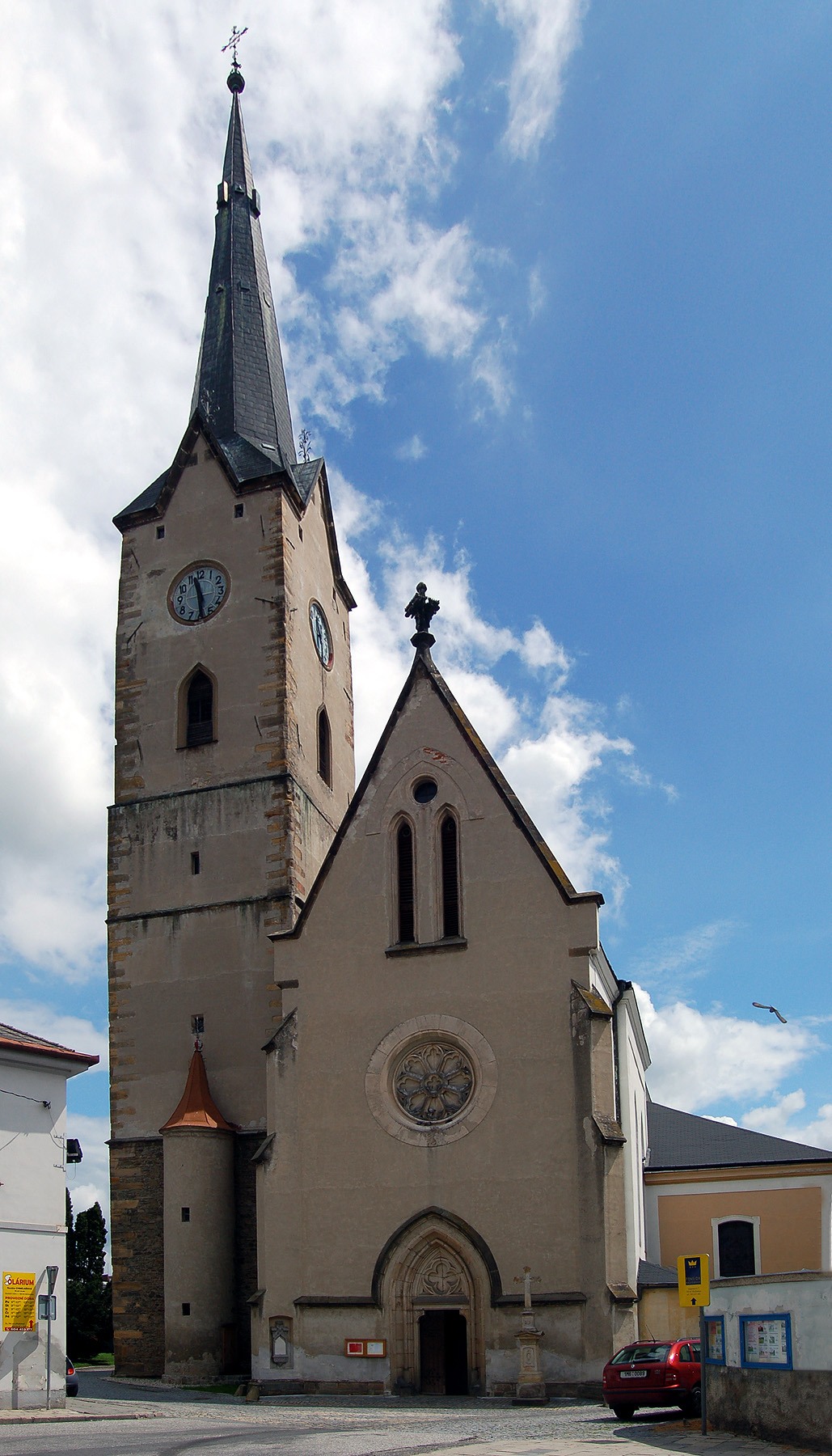
Kostel sv. Tomáše Becketa v Mohelnici

Do lidové kultury pronikla spousta variací. Ať už král řekl cokoli, přihlížející si to vyložili jako královský rozkaz a čtyři rytíři – Reginald FitzUrse, Hugh de Moreville, William de Tracy, a Richard le Breton – se vydali přímo za Becketem. Do Canterbury dorazili 29. prosince 1170. Podle zpráv mnicha Gervase z Canterbury a očitého svědka, Edwarda Grima, si před setkáním s Becketem položili zbraně pod strom před katedrálou a brnění si schovali pod plášť. Následně Becketa zpravili o tom, že musí odejít do Westminsteru a zodpovídat se ze svého jednání. Becket ale odmítl. Až poté, co se odmítl podrobit králově vůli, se rytíři chopili zbraní a spěšně se vrátili do katedrály s úmyslem usmrtit jej. Becket se mezitím odebral do hlavní lodi k modlitbě nešporů. Rytíři s tasenými meči jej zastihli blízko vchodu do kláštera, schodů do krypty a schodů vedoucích do katedrály, kde mniši zpívali nešpory. Existuje několik dobových svědectví o tom, co se stalo poté, obzvláště významná je zpráva Edwarda Grima, který při útoku sám utrpěl zranění. Rytíři prý Becketa několikrát zasáhli do hlavy a při třetí této ráně měl Becket rozpřáhnout ruce se slovy „Ve jménu Ježíšově a ochrany církve jsem připraven obejmout smrt.“ Poté, co rytíři rozťali jeho hlavu a mozek smíšený s krví rozprášili po podlaze, odešli se slovy „Pojďme, rytíři, tento člověk už nikdy nevstane.“
Becket byl po třech letech 1173 prohlášen papežem Alexandrem III. za blahoslaveného, za rok potom za svatého, 6. července roku 1220 došlo k translaci Becketových ostatků do relikviářové truhličky a k jejímu postavení na oltář. Tento oltář a katedrála s hrobem se staly oblíbeným anglickým poutním místem. Poutě se konaly ve svátek umučení (29. prosince) i přenesení těla (7. července). Vražda Tomáše Becketa a fakt, že Jindřich II. nepotrestal jeho vrahy, vedly ke konfliktu s papežem a byly jednou z příčin (resp. záminek) následného povstání mnoha Jindřichových vazalů, včetně jeho vlastních synů.

## Patrocinium
- Byl patronem Řádu rytířů sv. Tomáše Canterburského v Akře.
- patronem města Basilej, kláštera Sankt Thomas an der Kyll
- anglikánský kostel St. Thomas Becket v Hamburku, dále Brunšvik, Merseburg, Augsburg a Ulm
- Saint-Thomas Becket, Bénodet, Francie
- Taborkirche (původně St. Thomaskirche) ve Weizu, Štýrsko
- Mohelnice

## Film
- Becket, hl. role Peter O'Toole, Richard Burton, režie Peter Glenville, 1964.